# Smittium acutum
Smittium acutum är en svampart som beskrevs av Lichtw. & Grigg 1998. Smittium acutum ingår i släktet Smittium och familjen Legeriomycetaceae.   Inga underarter finns listade i Catalogue of Life.